# Gaz sur réseau
 (juillet 2013).
Si vous disposez d'ouvrages ou d'articles de référence ou si vous connaissez des sites web de qualité traitant du thème abordé ici, merci de compléter l'article en donnant les références utiles à sa vérifiabilité et en les liant à la section « Notes et références ».
Un gaz sur réseau est un type d'automate cellulaire destiné à simuler le comportement d'un fluide.

## Description
Les gaz sur réseau sont des méthodes permettant de déterminer des solutions numériques aux équations de Navier-Stokes dans le cadre d'un automate cellulaire.
Un gaz sur réseau modélise l'espace sous la forme d'un réseau à deux ou trois dimensions. Le fluide est modélisé par des particules qui peuvent se déplacer entre les nœuds du réseau ; ces particules sont considérées comme ayant toutes la même masse.
Chaque itération de l'automate cellulaire procède en deux phases :
- une phase de propagation : les particules possédant une vitesse non nulle se déplacent vers un nœud adjacent, suivant les mailles du réseau ;
- une phase de collision : si plusieurs particules arrivent sur le même nœud, leur nouvelle direction est déterminée par des règles de collision. Ces règles conservent le nombre de particules, la quantité de mouvement et l'énergie avant et après les collisions.